# بول بيري
بول بيري (بالإنجليزية: Paul Berry)‏ هو رسام رسوم متحركة ومخرج بريطاني، ولد في 13 مارس 1961 في المملكة المتحدة، وتوفي في 26 يونيو 2001 في مانشستر في المملكة المتحدة بسبب ورم الدماغ.

## وصلات خارجية
- بول بيري على موقع IMDb (الإنجليزية)
- بول بيري على موقع ألو سيني (الفرنسية)
- بول بيري على موقع قاعدة بيانات الفيلم (الإنجليزية)